# Slow Fashion
Slow Fashion är motsatsen till snabb produktion och snabb förbrukning av mode (Fast Fashion). Begreppet myntades 2007 av Kate Fletcher och förespråkar unika och tidlösa plagg som inte massproduceras av de stora klädkedjorna. 

## Exempel på Slow Fashion
- Det handlar om att sakta ner och innebär att välja kvalitet före kvantitet.
- Inom Slow Fashion prioriteras tidlös design, en hållbar produktion och en minimal påverkan på miljö.
- Att sakta ner och välja Slow Fashion kan vara att köpa färre plagg och att de plagg som köps används en längre tid. Detta blir möjligt vid val av kläder som håller högre standard.
- Återanvänd genom att göra nya kläder av gamla plagg.
- Återvinn sina kläder; lämna in dem för second hand eller klädbytardagar.
- Minska sin konsumtion av nya saker och bli medveten om konsumtionens påverkan.

Slow Fashion uppmuntrar till kunskap rörande modeindustrins produktionsmetoder och vem det egentligen är som får betala för klädkedjornas ständigt nya kollektioner. Genom att informera och utbilda vill Slow Fashion-rörelsen att konsumenten ska bli mer medveten om hur dennes val rörande konsumtion påverkar miljön, miljöresurser och situationen för de människor i fabrikerna som tillverkar plaggen. 